# Mihkel Aksalu
Mihkel Aksalu (Kuressaare, 7 novembre 1984) è un ex calciatore estone, di ruolo portiere.

## Carriera
Iniziò la sua carriera nel 2000, con il Kuressaare. Nel 2002 passa al Sörve JK e poi al Flora. Nel 2013 viene acquistato dal Seinäjoen Jalkapallokerho. Nel 2021 firma il contratto con il Paide.

## Palmarès

### Club
- Coppa di Estonia: 2

Flora Tallinn: 2007-2008, 2008-2009
- Supercoppa di Estonia: 1

Flora Tallinn: 2009
- Coppa di Lega finlandese: 1

SJK: 2014
- Campionato finlandese: 1

SJK: 2015
- Coppa di Finlandia: 1

SJK: 2016